# ویلهلم فون هامبورگ
ویلهلم فون هامبورگ (آلمانی: Wilhelm von Homburg؛ ‏ ۲۵ اوت ۱۹۴۰ – ۱۰ مارس ۲۰۰۴) با نام اصلی نوربرت گروپ هنرپیشه، بوکسور، کشتی‌گیر کشتی حرفه‌ای اهل آلمان بود.
از فیلم‌ها یا برنامه‌های تلویزیونی که وی در آن نقش داشته‌است، می‌توان به جهنم با قهرمانان، جان‌سخت، پرده پاره، شکارچیان روح ۲، اشتروشک، خدمه خرابکار، بسته، دیگزتاون و در کام جنون اشاره کرد.